# Ир (нищий)
Ир — итакийский нищий, появляющийся в «Одиссее» Гомера и других произведениях античной литературы.

## В античной литературе

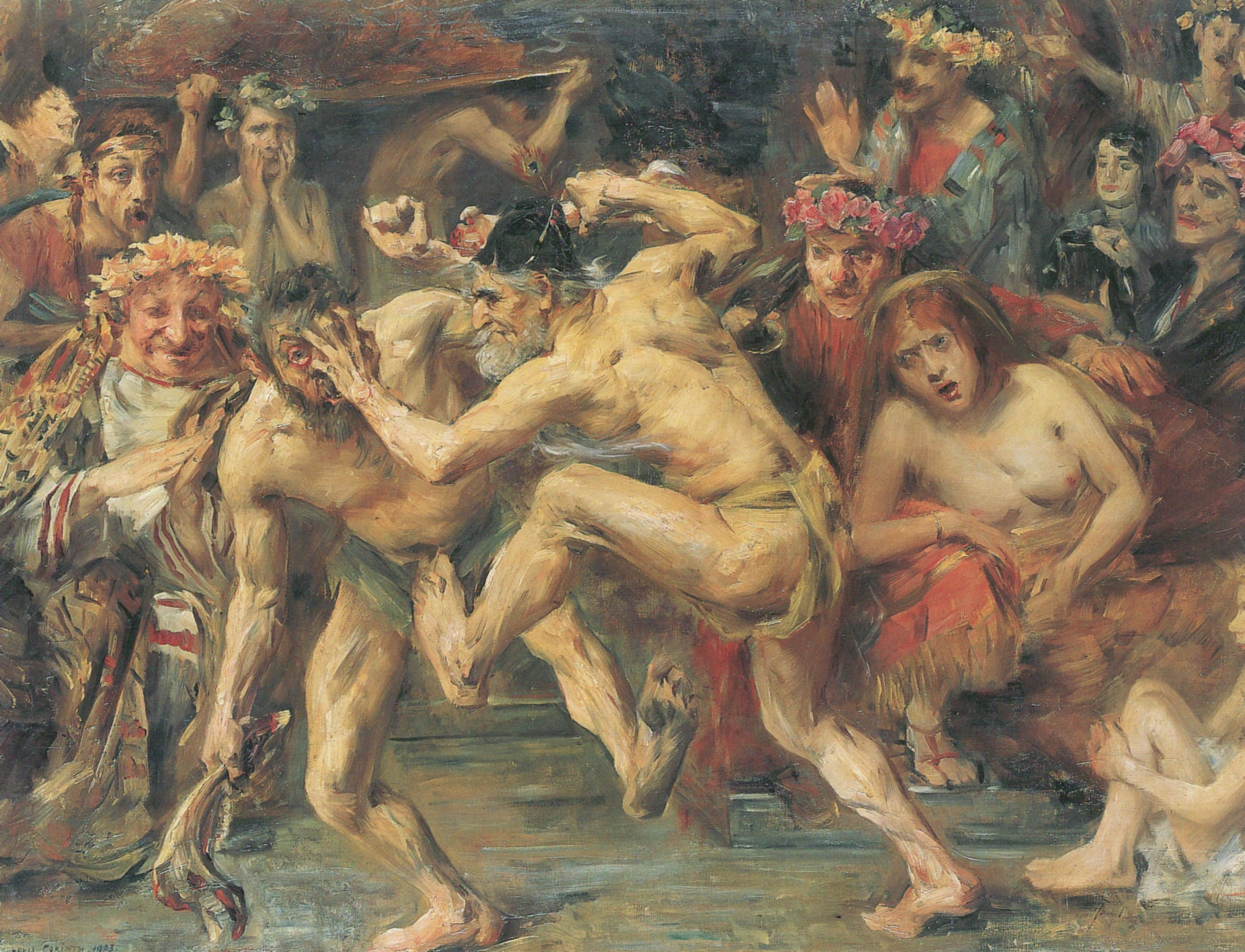
Одиссей борется с Иром. Картина Ловиса Коринта, 1903 год

При рождении Ир получил имя Арней. Он жил на Итаке, был нищим и имел славу обжоры и пьяницы. Местная молодёжь дала ему снисходительно-презрительное прозвище Ир — от имени Ириды, вестницы богов, «потому что у всех он там был на посылках».

и в целой Итаке
Славен был жадным желудком своим, и нахальством, и пьянством;
Когда Одиссей вернулся домой после странствий под видом бродяги, Ир, увидев его в дверях, принялся гнать странника и грозился побить его, если он не уйдёт. Предводитель женихов Пенелопы Антиной решил развлечься, а заодно унизить незнакомца, и предложил Иру и незнакомцу поединок. Победителю он пообещал козий жареный желудок и разрешение каждый день приходить за подаянием. Иру Антиной пригрозил сослать его безумному царю Эхету. Одиссей быстро победил и за ногу вытащил Ира во двор; в целом он обошёлся с нищим довольно великодушно.
Ир должен был появляться в ряде античных пьес, посвящённых возвращению Одиссея на Итаку. Это трагедии «Собиратели костей» Эсхила, «Омовение ног» Софокла, «Пенелопа» Филокла, «Лаэрт» Иона, комедия Эпихарма (название неизвестно), комедии Феопомпа и Амфида под названием «Одиссей». От всех этих произведений почти ничего не сохранилось.

## В культуре последующих эпох
Поединок Ира с Одиссеем изобразил на одной из своих картин Ловис Коринт (1903 год).